# Ira Levin
Ira Levin (Nueva York, 27 de agosto de 1929, 12 de noviembre de 2007) fue un escritor de suspense estadounidense. 

## Biografía
Nació en Manhattan, Nueva York, 27 de agosto de 1929 y creció en Manhattan y el Bronx. Hijo de un comerciante judío, se graduó en la Horace Mann School; en la universidad de Nueva York se licenció en Filosofía e Inglés, tras lo cual, se enroló en el ejército a comienzos de los cincuenta. Comenzó su carrera de escritor con guiones para la televisión, tras haber sido en la misma script boy. Su primera obra de teatro adaptaba una novela de Mac Hyman, No times for Sergeant, de la que posteriormente se hizo una versión cinematográfica en 1958. La primera de las siete novelas principalmente de misterio que llegó a publicar fue A Kiss Before Dying (Bésame antes de morir), que narra la historia de un "trepa" muy ambicioso que asesina a su novia para quedarse con la hermana de ésta; alcanzó un gran éxito de público y obtuvo el Premio Edgar Allan Poe, concedido por la Asociación de Escritores de Misterio de Estados Unidos, a la mejor primera novela publicada; enseguida fue adaptada en el cine, en 1954, con Robert Wagner y Joanne Woodward, y posteriormente, en 1991, interpretada por Matt Dillon y Max von Sydow. Volvió al teatro para escribir su obra más conocida en este campo, Deathtrap (Trampa mortal), éxito en Broadway por el que ganó un nuevo premio Edgar. Se trata de la historia de un dramaturgo decadente que interviene en un complot para matar a un rival al que envidia y robarle su novela. Fue adaptada al cine en los ochenta interpretada por Michael Caine y Christopher Reeve. 
Su novela más popular es, sin duda, Rosemary's Baby (El bebé de Rose Mary), también titulada en España La semilla del diablo; fue adaptada al cine por Roman Polanski e interpretada por John Cassavetes y Mia Farrow; esta versión se considera un clásico del cine de terror y narra la concepción y nacimiento en los tiempos modernos del Anticristo desde el punto de vista de su madre, quien ignora que ha sido elegida para ello. 
También fue llevada al cine su novela The Boys from Brazil (Los niños del Brasil), por Franklin J. Schaffner y protagonizada por Gregory Peck y Laurence Olivier; en esta novela se fabula sobre la creación de decenas de clones de Adolf Hitler por parte de un proyecto urdido por el criminal de guerra nazi Josef Mengele (Gregory Peck), y la lucha contra él por parte del cazanazis Jakob Liebermann (Laurence Olivier), máscara que esconde a un personaje real, el cazanazis Simon Wiesenthal. 
Igualmente fueron llevadas al cine su fantasía satírica The Stepford Wives, con el título Las mujeres perfectas, en 1975 (de la que se rodó otra versión en 2004 con Nicole Kidman), y Acosada, en 1991, protagonizada por Sharon Stone. 
En Un día perfecto cultiva la novela de ficción científica; presenta a una humanidad aborregada y feliz controlada y protegida completamente por el superordenador omnisciente UniComp. El dolor y el sufrimiento humanos han sido casi erradicados de la sociedad y los instintos agresivos han sido eliminados mediante tratamientos de quimioterapia aplicados masivamente, convirtiendo el mundo en un sistema asfixiante de pura amabilidad. La novela cuenta la lucha por la libertad de Chip, el nieto de uno de los creadores de UniComp, junto a un pequeño grupo de ciudadanos que se empiezan a cuestionar todo el sistema establecido.
Sus dos matrimonios terminaron en divorcio y le sobreviven tres hijos: Nicholas, Adam y Jared, además de una hermana y tres nietos. Levin falleció a los 78 años de un ataque al corazón en su casa de Manhattan el 12 de noviembre de 2007.

## Obras

### Novelas
- Un beso antes de morir (1953). A Kiss Before Dying. Barcelona, Grijalbo, 1971
- El bebé de Rosemary (1967). Rosemary's Baby. Barcelona, Grijalbo, 1968
- Chip, el del ojo verde (1970). This Perfect Day. Buenos Aires, Tiempo Contemporáneo, 1972
- Las poseídas de Stepford (1972). The Stepford Wives. Barcelona, Plaza y Janés, 1978
- Los niños del Brasil (1976). The Boys from Brazil. Bogotá, Pomaire, 1977
- Sliver (1991) (La astilla) ISBN 84-226-4206-9
- Son of Rosemary (1997) (El hijo de Rosemary) ISBN 978-84-253-3145-9

### Piezas teatrales
- No Time For Sergeants (1956)
- Interlock (1958)
- Critic's Choice (1960)
- General Seeger (1962)
- Dr. Cook's Garden (1968)
- Veronica's Room (1974) El cuarto de Verónica (ISBN: 84-01-44213-3)
- Deathtrap (1978), premio Tony.
- Break a Leg: A Comedy in Two Acts (1981)
- Cantorial (1982)

### Musicales
- Drat! The Cat! (1965, libreto y canciones).